# Lovington (Engeland)
Lovington is een civil parish in het bestuurlijke gebied South Somerset, in het Engelse graafschap Somerset met 141 inwoners.